# امیل هیرشفلد
امیل هیرشفلد (آلمانی: Emil Hirschfeld؛ ۳۱ ژوئیه ۱۹۰۳ – ۲۳ فوریه ۱۹۶۸) پرتاب‌گر وزنه اهل آلمان بود.
وی در مسابقات کشوری و بین‌المللی در مجموع برندهٔ ۱ مدال برنز شده‌است.